# Katori (lớp thiết giáp hạm)
Lớp thiết giáp hạm Katori (香取型戦艦 - Katori-gata senkan) là một lớp bao gồm hai chiếc thiết giáp hạm thế hệ tiền-dreadnought của Hải quân Đế quốc Nhật Bản. Lớp Katori là những thiết giáp hạm cuối cùng của Nhật Bản được chế tạo tại các xưởng đóng tàu ở nước ngoài, và cũng là những chiếc cuối cùng được trang bị mũi cứng (ram) để húc tàu đối phương.

## Bối cảnh
Kashima và Katori được đặt hàng như những sự thay thế khẩn cấp của việc mất các thiết giáp hạm Hatsuse và Yashima vào giai đoạn đầu của cuộc Chiến tranh Nga-Nhật. Cho dù các tàu tuần dương bọc thép Nisshin và Kasuga có thể giữ được vị trí của chúng ở đội hình hàng chiến trận trong trận Tsushima quyết định, tàu tuần dương bọc thép không có được kích cỡ và hỏa lực để có thể hiệu quả như những thiết giáp hạm. Vì Hải quân Nhật Bản dự định một hạm đội sáu thiết giáp hạm là mức tối thiểu cần thiết để đối phó lại mối đe dọa tiềm tàng từ phía Trung Quốc, Nga hoặc Hoa Kỳ, một đơn hàng mới được đặt tại Anh Quốc. Cho dù việc chế tạo khá vội vàng, và thiết kế hầu như dựa trên chiếc Mikasa, những chiếc thuộc lớp Katori đã không thể giao hàng trước khi cuộc Chiến tranh Nga-Nhật kết thúc.

## Thiết kế

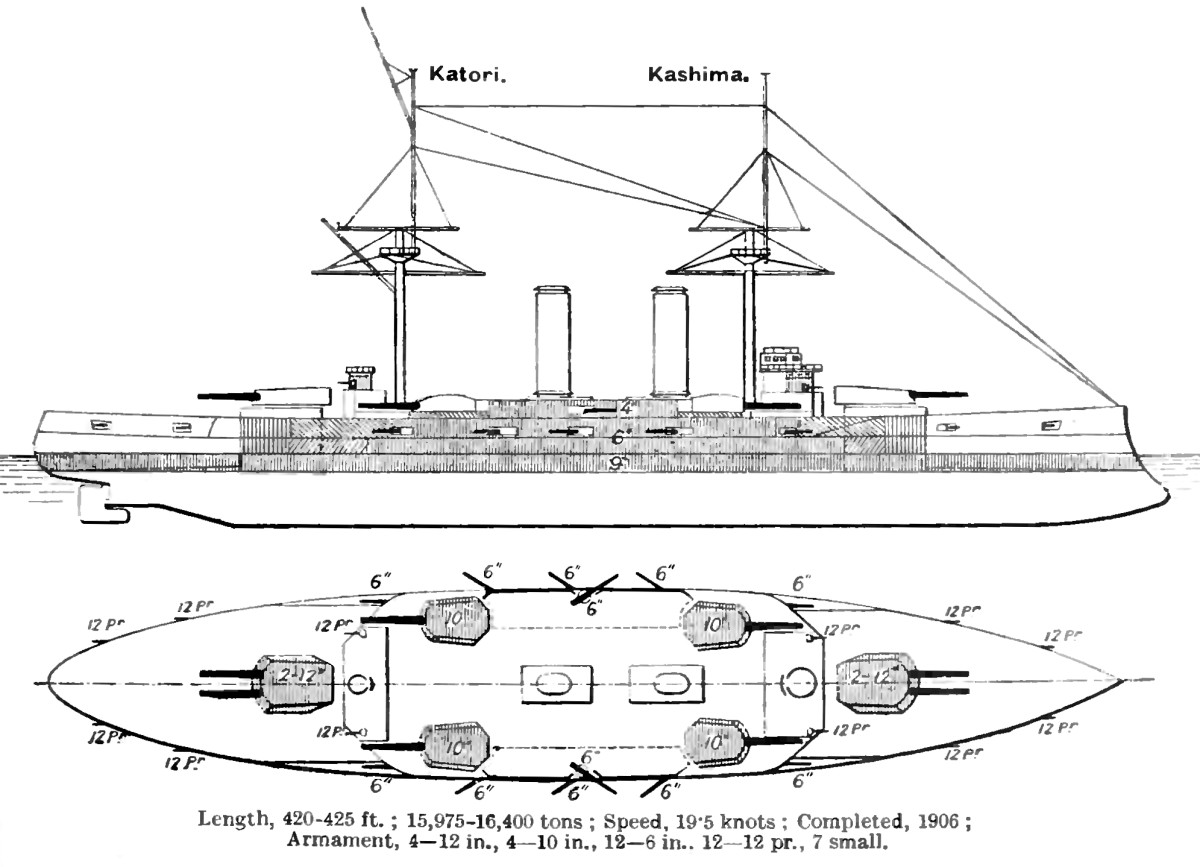
Sơ đồ lớp thiết giáp hạm như được mô tả trong Niên giám Hải quân Brassey 1923

Thiết kế của lớp Katori là một phiên bản cải biến từ lớp King Edward VII của Hải quân Hoàng gia Anh Quốc. Lớp này đã giới thiệu một số cải tiến so với những lớp trước đó về vũ khí và động cơ.

### Hệ thống động lực
Động cơ trang bị cho lớp Katori là kiểu động cơ hơi nước ba buồng bành trướng đặt dọc bốn xy-lanh với các nồi hơi ống nước với hai mươi nồi hơi và hai trục chân vịt. Một đặc điểm được cải tiến từ lớp King Edward VII là việc áp dụng kỹ thuật phun dầu, cho phép nhanh chóng gia tăng áp lực của hơi nước, khiến con tàu có thể gia tốc nhanh chóng. Hệ thống động lực này cung cấp một công suất 18.000 shp (13.420 kW) mã lực, cho phép đạt được một tốc độ 16,75 hải lý trên giờ (31 km/h); Tuy nhiên, thiết kế của chúng có những vấn đề về sự mất ổn định vốn có, và khó giữ cho nó đi một đường thẳng khi di chuyển ở tốc độ cao. Khi chạy thử máy, Katori có khả năng duy trì một tốc độ 20 hải lý trên giờ (37 km/h) trong tám giờ.

### Vũ khí
Dành cho dàn pháo chính, lớp Katori trang bị kiểu pháo mạnh hơn Elswick Ordnance Company 12-inch (305 mm) 45-calibre guns gắn trên các tháp pháo hai nòng bố trí trên trục giữa phía trước và phía sau tàu, mạnh hơn so với cỡ pháo 305 mm (12 inch) 40 caliber được trang bị cho chiếc Mikasa và các thiết giáp hạm Nhật Bản trước đó.
Dàn pháo hạng hai được nâng cao như là sự cải tiến được phát triển của lớp King Edward VII với cỡ pháo trung gian 254 mm (10 inch)/45 caliber Kiểu 41 bố trí trên bốn tháp pháo nòng đôi bổ sung thêm cho mười hai khẩu hải pháo QF 152 mm (6 inch)/40 caliber Kiểu 41 mà giờ đây đã trở thành tiêu chuẩn để đối phó với các cuộc tấn công của tàu phóng lôi, được bố trí cách nhau khá xa trên hai sàn tàu sao cho một phát bắn trúng không thể loại khỏi vòng chiến nhiều hơn một trong số chúng. Các khẩu pháo trên sàn tàu bên trên được bố trí trong các ụ tháp súng. Dàn pháo hạng nhẹ bao gồm bốn khẩu đội pháo 76 mm (3 inch)/40 caliber Kiểu 41, thường được biết đến dưới tên gọi "12 pounder", và hai pháo 76 mm (3 inch)/40 caliber Kiểu 41 nòng ngắn. Chúng có năm ống phóng ngư lôi, trong đó có bốn ống ngầm dưới nước và một ống phóng trên sàn tàu.

### Vỏ giáp
Lớp Katori sử dụng loại vỏ giáp Krupp: với một đai giáp chính dày 9 inch (229 mm) ở giữa tàu và các tháp pháo chính, vỏ giáp dày 12 inch (305 mm) cho các bệ tháp pháo, 7 inch (178 mm) cho các tháp pháo hạng hai, và vỏ giáp sàn tàu dày 2 inch (51 mm).

## Lịch sử hoạt động
Được đưa ra hoạt động vào tháng 5 năm 1906, cả Katori và Kashima đều hoàn thành quá trễ để có thể tham gia cuộc Chiến tranh Nga-Nhật. Cùng với sự phát triển nhanh chóng của kỹ thuật hải quân, lớp tàu này đã trở nên lạc hậu vào giai đoạn Chiến tranh Thế giới thứ nhất. Katori đã từng đưa Hoàng thái tử Hirohito trong chuyến đi sang châu Âu vào năm 1922. Để tuân thủ những thỏa thuận của Hiệp ước Hải quân Washington, phía Nhật Bản đã cho tháo dỡ cả hai chiếc trong lớp vào năm 1924.

## Những chiếc trong lớp
| Tàu            | Đặt lườn            | Hạ thủy             | Hoạt động           | Số phận                                               |
| Katori (香取)  | 27 tháng 4 năm 1904 | 4 tháng 7 năm 1905  | 20 tháng 5 năm 1906 | Ngừng hoạt động 20 tháng 9 năm 1923; tháo dỡ năm 1924 |
| Kashima (鹿島) | 29 tháng 2 năm 1904 | 22 tháng 3 năm 1905 | 23 tháng 5 năm 1906 | Ngừng hoạt động 23 tháng 9 năm 1923; tháo dỡ năm 1924 |